# Jaroslava Čechová
Jaroslava Čechová, coniugata Dubská (30 ottobre 1933), è un'ex cestista cecoslovacca.

## Carriera
Con la Cecoslovacchia ha disputato due edizioni dei Campionati mondiali (1957, 1959) e tre dei Campionati europei (1954, 1956, 1958).